# Джанхотский бор сосны пицундской
Джанхотский бор, или роща сосны пицундской — массив реликтового леса в окрестностях Геленджика (Краснодарский край, Россия). Ботанический памятник природы Краснодарского края.

## География
Находится на Черноморском побережье Кавказа между населённым пунктом Дивноморское и устьем реки в Прасковеевской щели. Площадь около 950 га. Это самое крупное в России местонахождение сосны пицундской. Сосна образует здесь наиболее разнообразные сообщества. Из всех известных мест её произрастания в этом урочище она наиболее удаляется от берега.
Климат сухой средиземноморский. Средняя температура января +4,6°С июля +23 °С, годовое количество осадков около 700 мм (данные по Геленджику).

## Описание

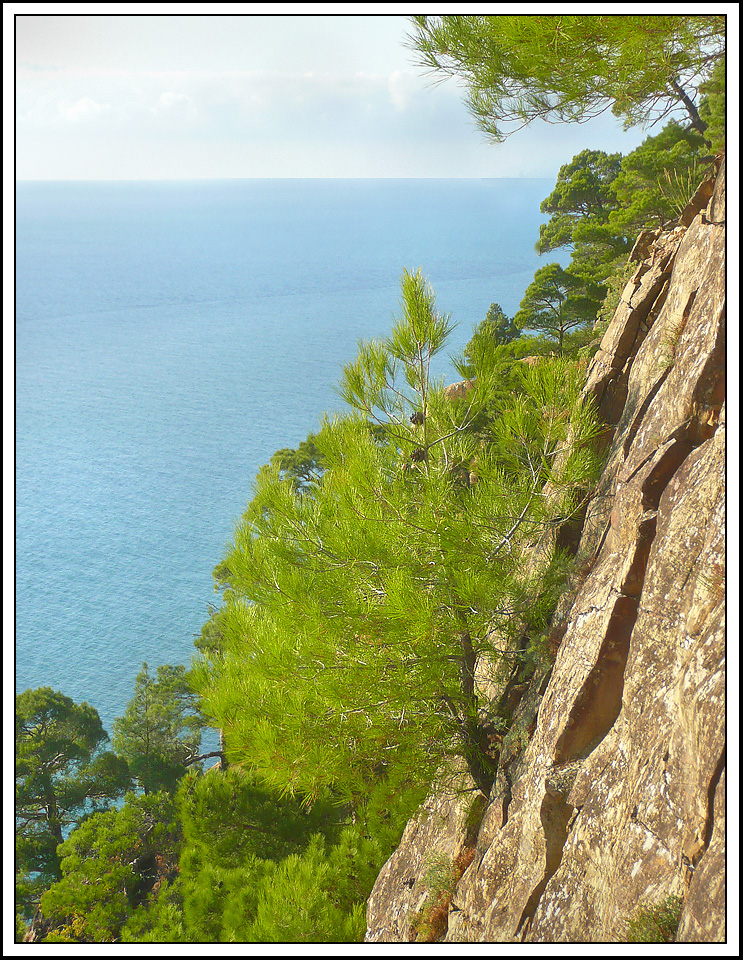
Сосна пицундская на крутом склоне в Джанхотском бору сосны пицундской

Сосна пицундская — высокодекоративна. Занесена в Красную книгу России (в категории II — находится под угрозой исчезновения) как реликтовый крымско-кавказский эндем, представитель древнесредиземноморской флоры с сокращающейся численностью.
В прибрежной полосе, на береговых обрывах сосна образует чистые насаждения — сосняки крутосклонные. В них встречаются чрезвычайно редкие кустарники (скумпия обыкновенная, сумах дубильный). Травостой также редкий из колокольчика крымского, ятрышника обезьянего, дубровника обыкновенного, иберийки крымской, фибигии мохнатоплодной и др.

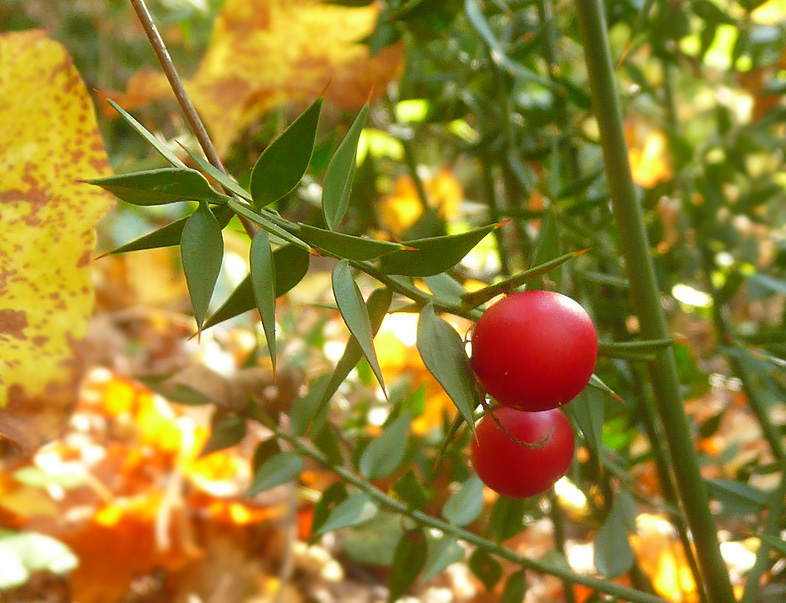
Иглица колючая в Джанхотском бору сосны пицундской

В данном местообитании сосна пицундская на удалённых от берега участках произрастает совместно с дубом, который входит во второй ярус. Сообщества довольно разнообразны: сосняк дубово-грабинниковый с осоками в травяном покрове, сосняк дубово-физоспермовый, сосняк дубово-иглицевый. Травостой данных сообществ довольно разнообразен: лазурник трёхлопастный, дремлик тёмно-красный, мордовник шароголовый, пыльцеголовник длиннолистный, коротконожка перистая, пиретрум щитковый и др.

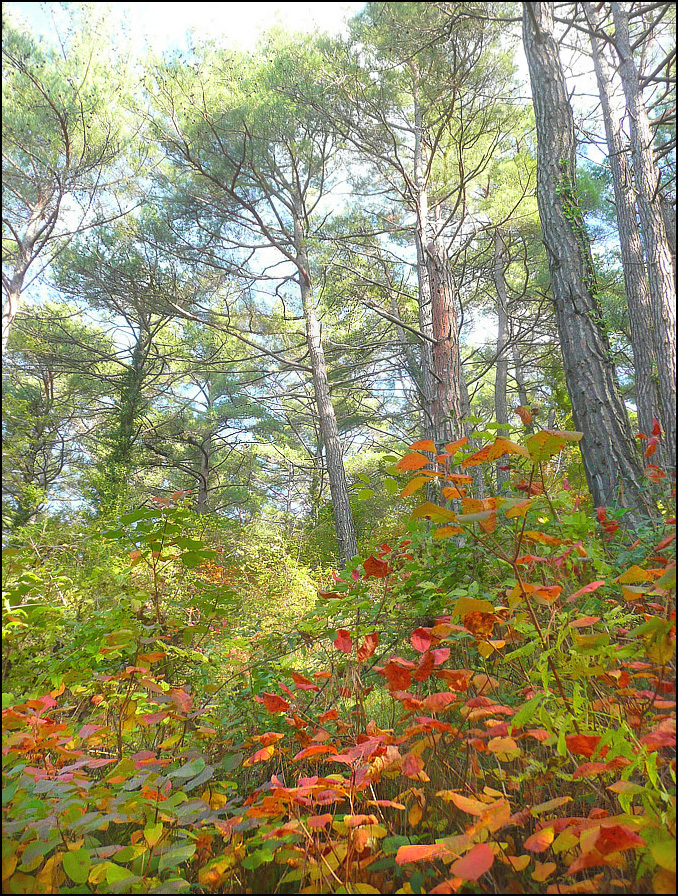
Подлесок скумпии в Джанхотском бору сосны пицундской

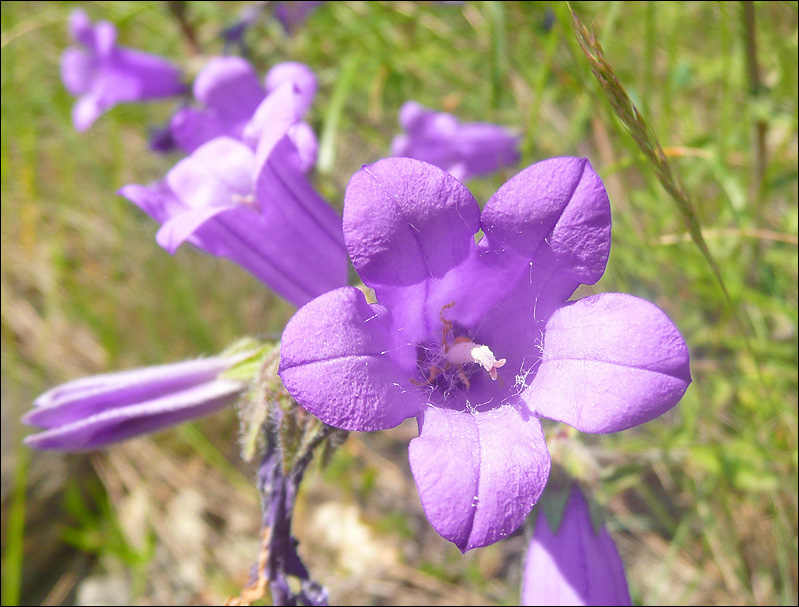
Эндемик севера Черноморского побережья Кавказа — Колокольчик Комарова

Выше дачи В. Г. Короленко распространены сосняки со скумпией в подлеске. На крутых склонах южных экспозиций развивается сосняк крутосклонный. Почвенный покров почти отсутствует. Степень сомкнутости крон небольшая. Подлесок почти не выражен, если не считать единичного присутствия скумпии кожевенной. На крутых южных склонах развивается и сосняк разнотравно-злаковый с присутствием во втором ярусе можжевельника красного, дуба пушистого. В подлеске обычны скумпия, сумах дубильный, грабинник, пузырник киликийский. В травяном ярусе немало средиземноморских гемиксерофильных видов, представителей светлых лесов: девясил мечелистный, перловник транисльванский, колокольчик Комарова, лазурник трёхлопастный, мелиситус меловой. Из злаков произрастают чий костёровидный, коротконожка перистая, трясунка средняя, тимофеевка Микели, сеслерия анатолийская; из осок — осока заострённая; из разнотравья — спаржа мутовчатая, аргиролобиум Биберштейна, псоралея смолоносная. Всего на площади 25х25 м было зарегистрировано 15 видов травяных растений. Общее покрытие травяного яруса 90 %. Довольно часты смешанные дубово-сосновые ценозы, в подлеске которых доминирует грабинник.

## Экологические проблемы
Сосняки малоустойчивы к воздействию антропогенного фактора. Сосна пицундская имеет вредителя — короеда бластофагуса, наносящего значительный вред естественным насаждениям. Нарушенность сосняков урочища Джанхот значительная. На территории много троп, утоптанных площадок, кострищ, домиков. Джанхотский бор страдает от пожаров.
Значение научное, эстетическое, водоохранное, почвозащитное.

## Галерея

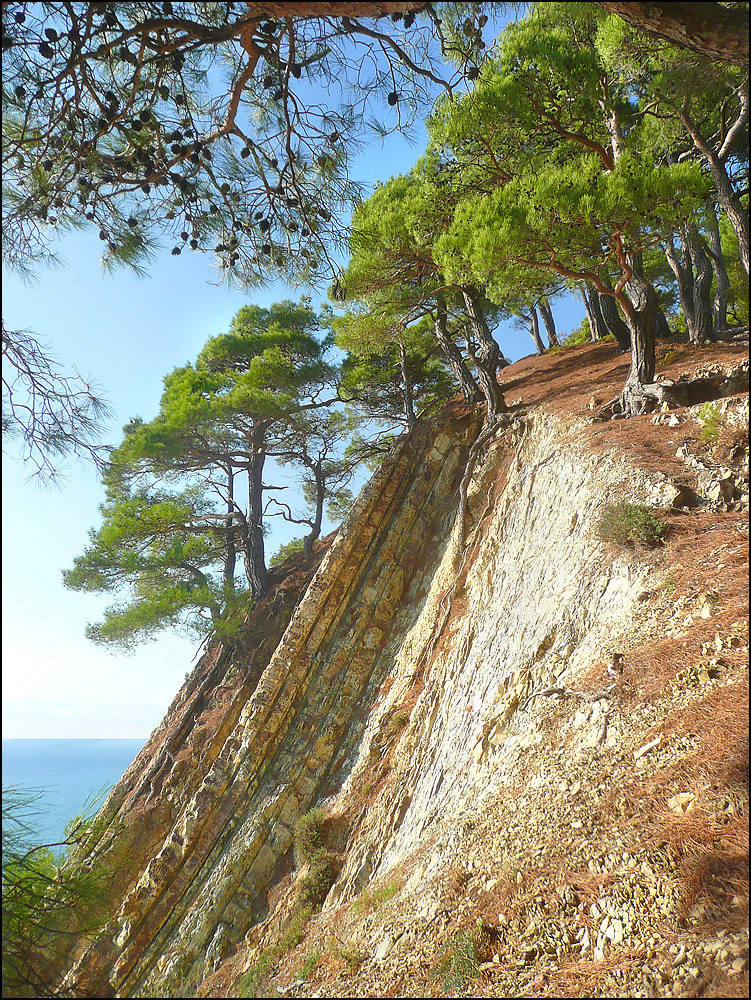
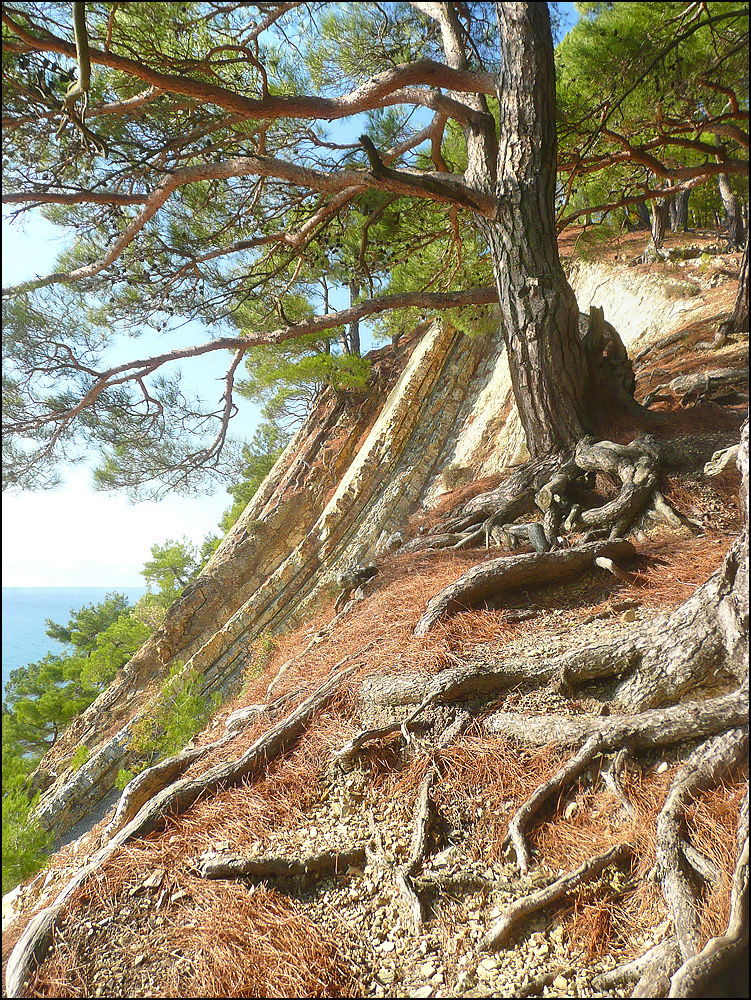
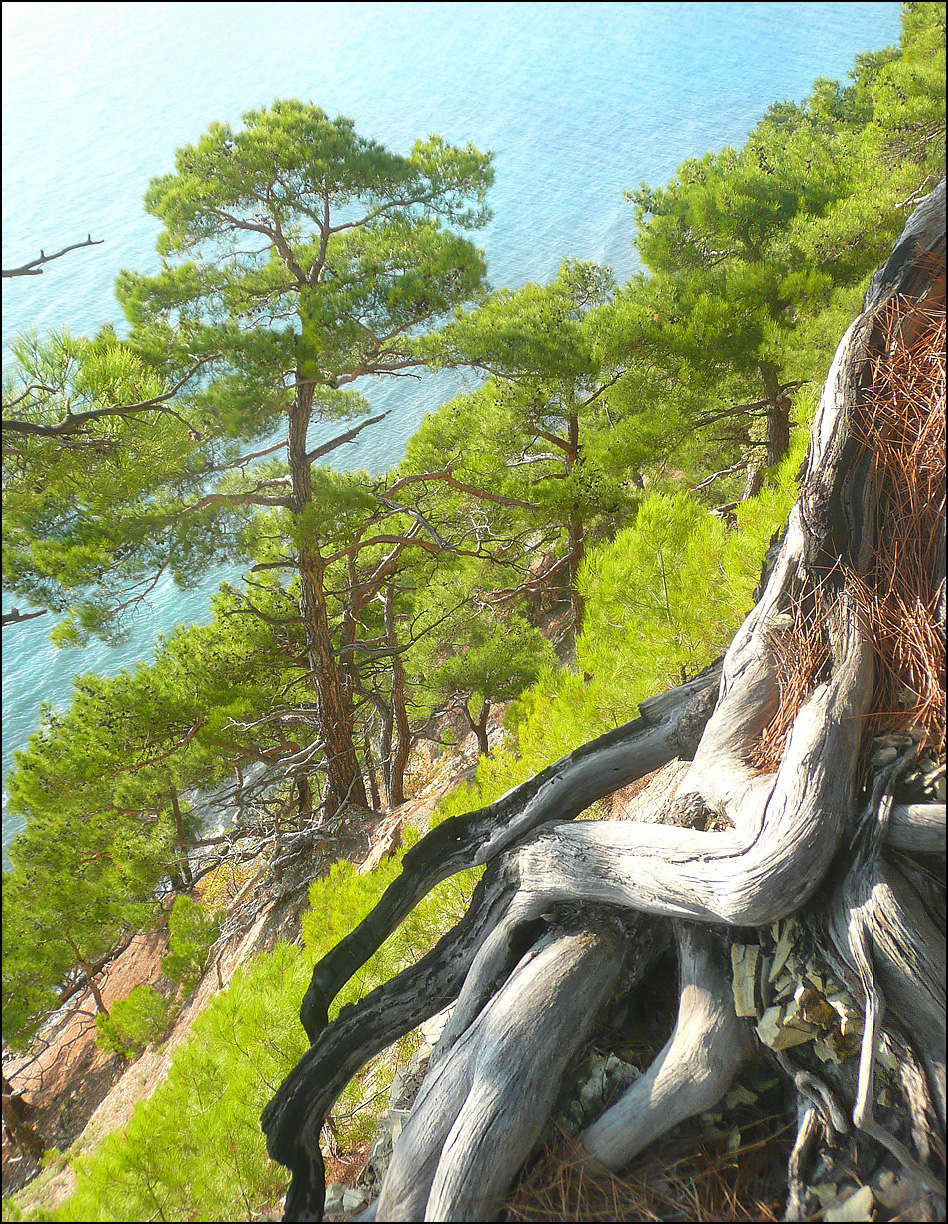
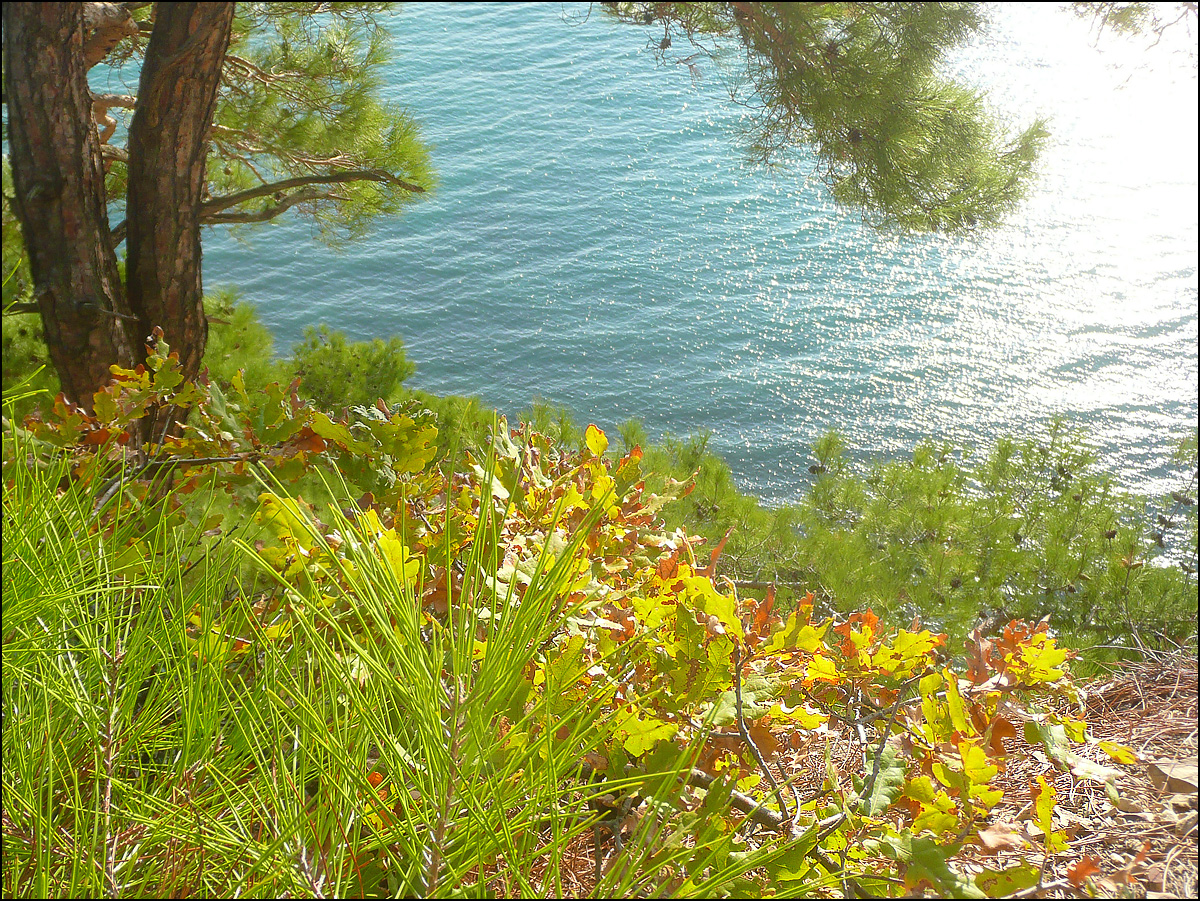
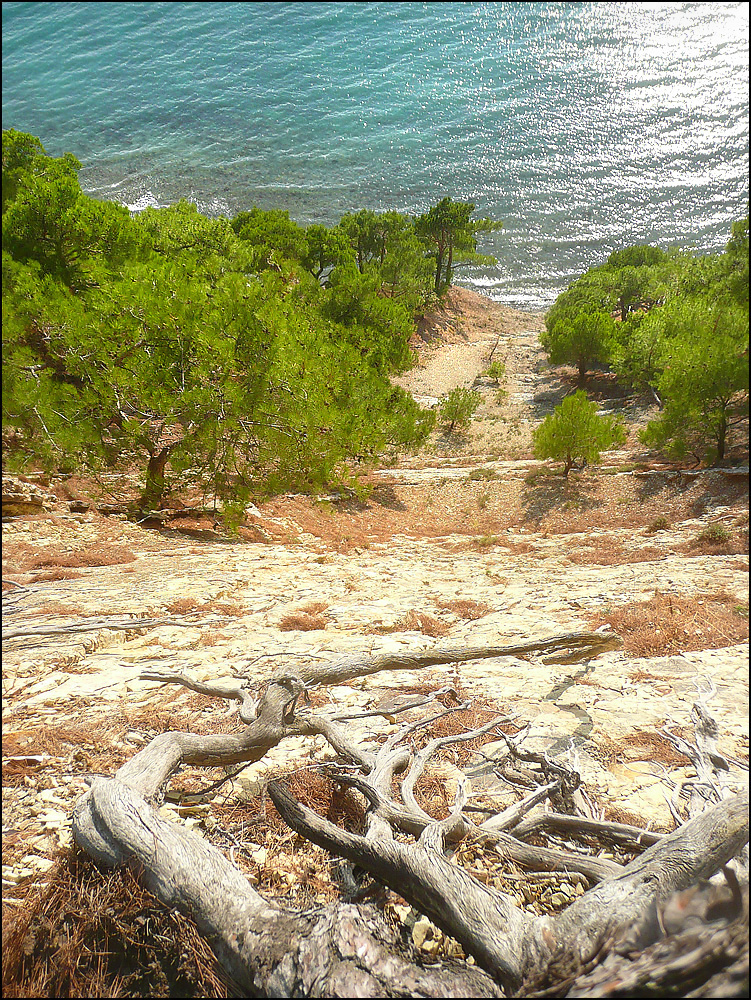
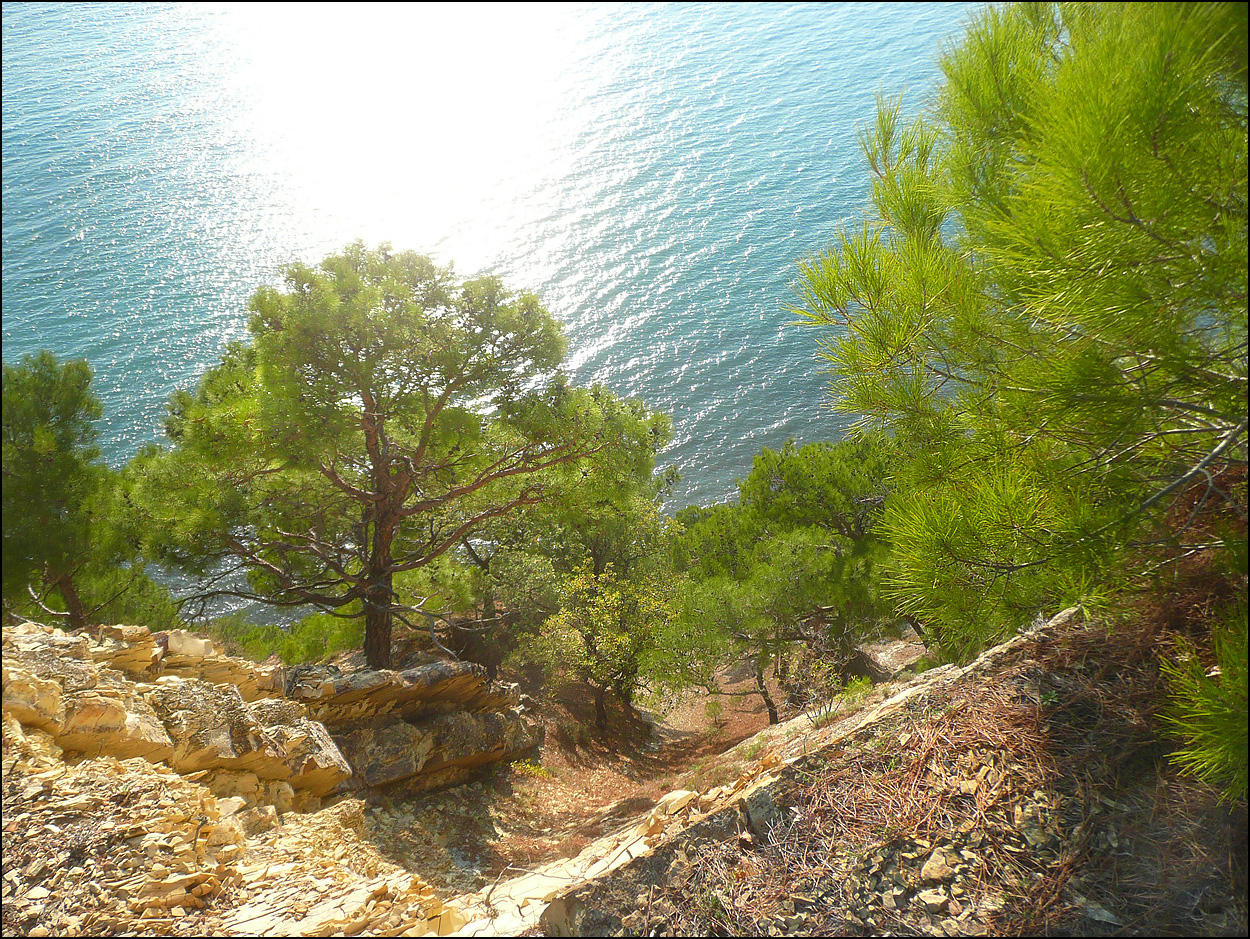
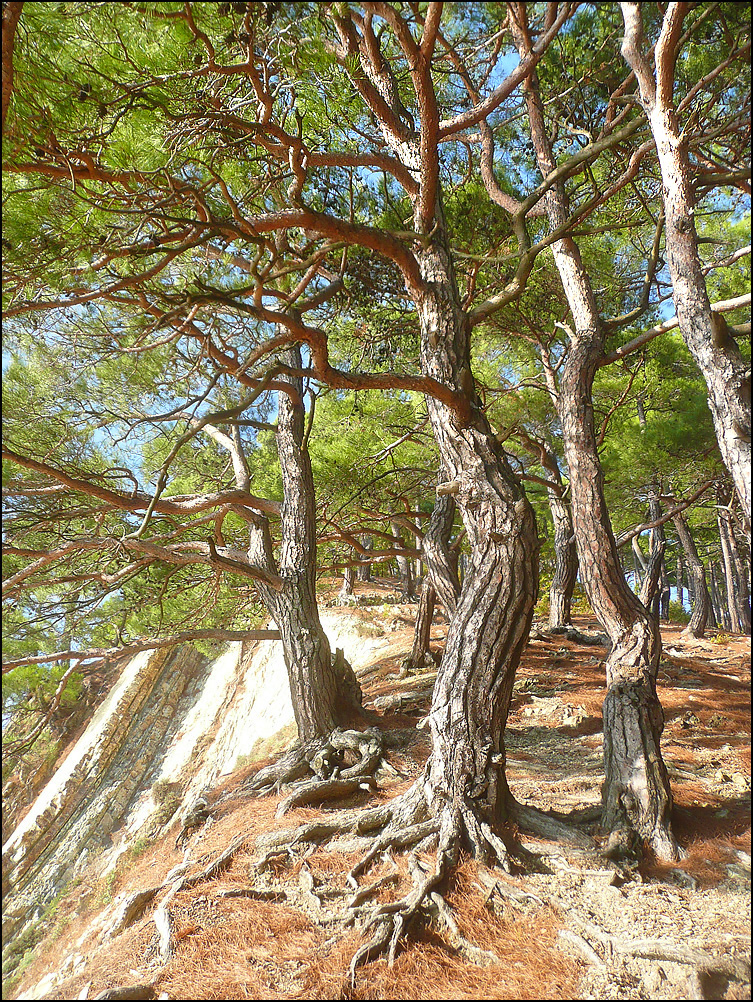
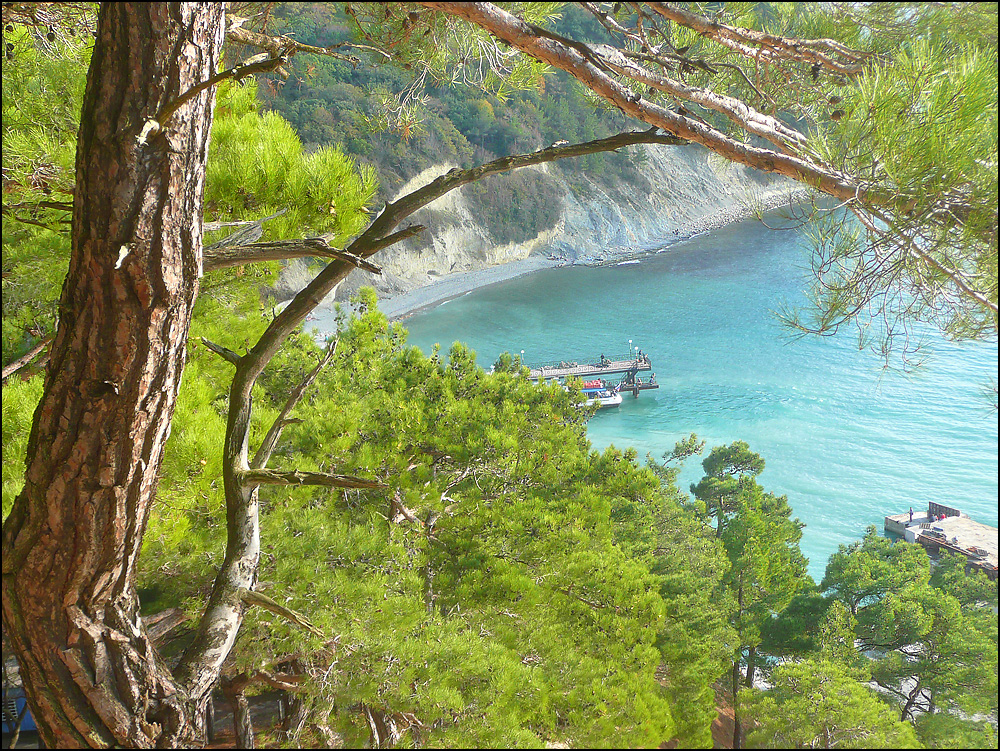
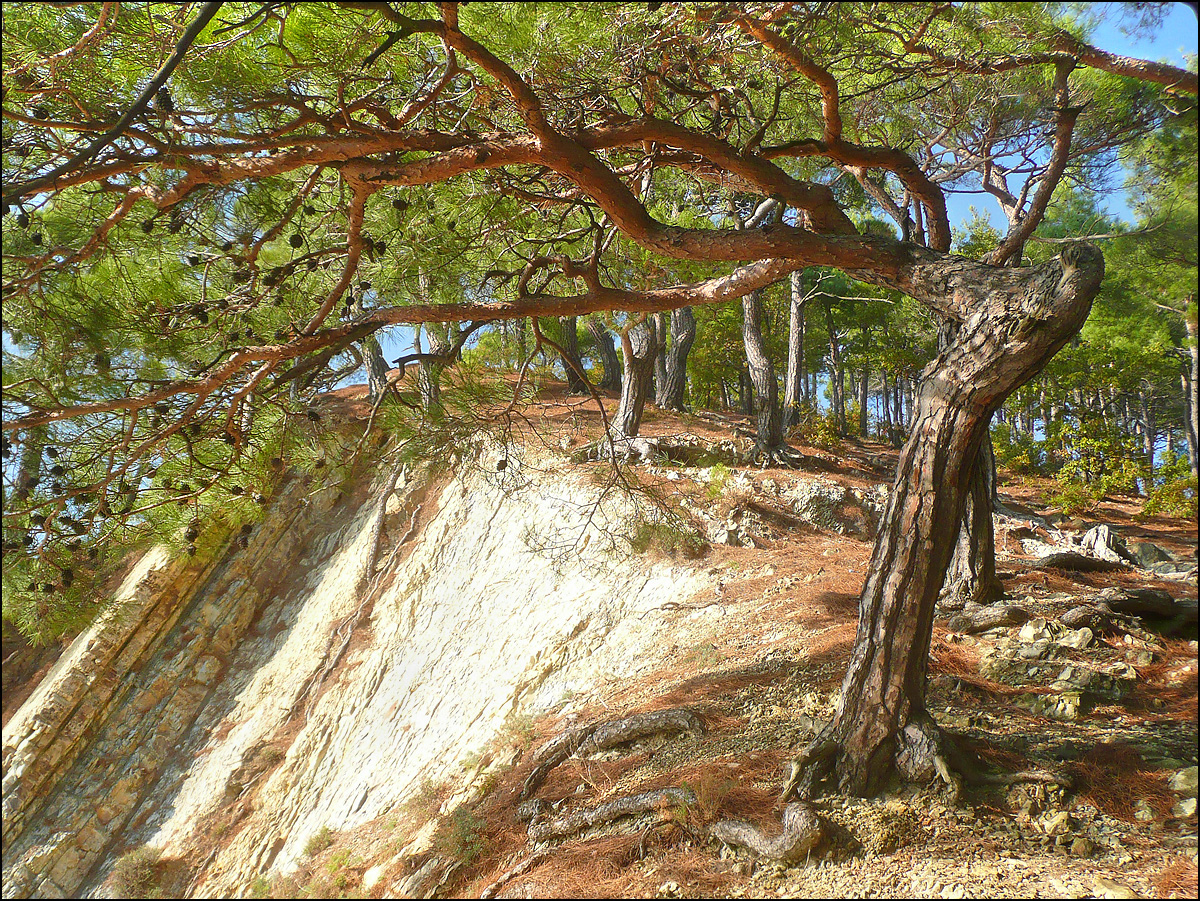